# أدورا
أدوراه (بالعبرية: אֲדוֹרָה) هي مستوطنة إسرائيلية تعتبر كمستوطنة مجتمعية تقع في جبال يهودا في جنوب الضفة الغربية، شمال غربي مدينة الخليل. تأسس المجتمع في عام 1984. ويحدد المجتمع أيديولوجيا مع
منظمة الزراعة في حيروت - بيتار. ويقع المجتمع تحت الولاية القضائية لمجلس هار حبرون الإقليمي. وبموجب اتفاقات أوسلو لعام 1993 بين إسرائيل ومنظمة التحرير الفلسطينية، تم تعيين أدورا في المنطقة "C" تحت السيطرة المدنية والأمنية الإسرائيلية الكاملة. في عام 2016 كان عدد سكانها 421.
ويعتبر المجتمع الدولي المستوطنات الإسرائيلية في الضفة الغربية غير قانونية بموجب القانون الدولي، ولكن الحكومة الإسرائيلية تتنازع على ذلك. ووفقا لتقرير السلام-الآن لعام 2006، فإن 36.01 في المئة من الأراضي التي هي مبنية عليها، مملوكة للقطاع الخاص، كلها أو معظمها من قبل الفلسطينيين. ووفقا للقانون الإسرائيلي، فإن المستوطنات على الأراضي الفلسطينية المملوكة ملكية خاصة غير قانونية.